# Ernst Mach
Ernst Mach (Brno, Imperio austríaco (actualmente República Checa), 18 de febrero de 1838-Múnich, Imperio Alemán (actual Alemania), 19 de febrero de 1916) fue un físico y filósofo austríaco, autor en lengua alemana.

## Trayectoria
Ernst Mach nació en Chrlice, una ciudad independiente en el siglo XIX, absorbida hoy en día por la ciudad morava de Brno (hoy en la República Checa, pero, por entonces, parte del Imperio austríaco).
Estudió en Viena. Trabajó como catedrático de matemáticas en la Universidad de Graz y desde 1867 hasta 1895 como catedrático de física experimental en la Universidad de Praga. Pasó a residir en Viena desde 1895, y logró una especial atención desde 1900, siendo muy elogiado y también muy discutido hasta 1908.
Sufrió un ataque cerebrovascular en 1897, que le produjo parálisis parcial, por lo que abandonó la Universidad en 1901. A pesar de ello, fue elegido en el parlamento austríaco y ejerció su cargo durante doce años. Falleció en Haar (Baviera).

## Política
En 1901, Mach aceptó un nombramiento en la Cámara de los Señores austriaca, pero rechazó una nobleza porque pensó que era inapropiado que un científico aceptara tal cosa. Mantenía una buena relación personal con el político socialdemócrata Víctor Adler y dejó dinero en su testamento al periódico socialdemócrata Arbeiter-Zeitung.
Mach fue crítico con las conquistas coloniales de las potencias europeas, diciendo que "constituirán... el capítulo más desagradable de la historia para las generaciones venideras".

## Aportes a la física
Mach realizó importantes descubrimientos en los campos de la óptica, la acústica y la termodinámica. Sus trabajos acerca de la mecánica newtoniana tuvieron bastante importancia ya que con ellos rebatió en parte dicha teoría y en particular el concepto de espacio absoluto.
Sus tesis desempeñaron un papel importante en la primera formulación de la teoría especial de la relatividad por parte de Albert Einstein. Einstein leyó a Mach cuando era estudiante y se sentía seguidor suyo en 1902, cuando vivía en Zúrich y se reunía regularmente con sus amigos Conrad Habicht y Maurice Solovine: Einstein logró que el grupo leyese los dos libros que Mach había publicado hasta esa fecha: El desarrollo de la mecánica (1883) y El análisis de las sensaciones (1886). Einstein reformuló en parte las ideas de Mach acuñando el término de Principio de Mach ("la masa inercial no es una característica intrínseca de un móvil, sino una medida de su acoplamiento con el resto del universo"). Este principio implica que la existencia de fuerzas inerciales depende de la existencia de otros cuerpos con los que interactuar. Pero más tarde se dio cuenta de que las ideas de Mach sobre las sensaciones, su empirismo pues, poco tenía que ver con el trabajo de la física.
Mach estudió sobre todo la física de fluidos a velocidades superiores a la del sonido, y descubrió la existencia de lo que después fue conocido como cono de Mach. Se trata de una onda de presión de forma cónica que parte de los cuerpos que se mueven a velocidades supersónicas, esto es, superiores a la del sonido. Descubrió que la relación entre la velocidad a la que se desplaza el cuerpo y la velocidad del sonido es un factor físico de gran importancia. Dicho factor se conoce con el nombre de número Mach, en su honor. Una velocidad de Mach 2,7 significa que el cuerpo se mueve a una velocidad 2,7 veces superior a la de propagación del sonido.

## Fisiología
En 1873, independientemente el uno del otro, Mach y el fisiólogo y médico Josef Breuer descubrieron cómo funciona el sentido del equilibrio (es decir, la percepción del desequilibrio de la cabeza), trazando su gestión mediante la información que el cerebro recibe del movimiento de un fluido, (la endolinfa) en los canales semicircularess del sistema vestibular del oído interno. Que el sentido del equilibrio depende de los tres canales semicirculares fue descubierto en 1870 por el fisiólogo Friedrich Goltz, pero Goltz no descubrió el funcionamiento del aparato sensor del equilibrio. Mach ideó una silla giratoria para probar sus teorías, y Floyd Ratliff ha sugerido que este experimento puede haber allanado el camino a la crítica de Mach de una concepción física del espacio y el movimiento absolutos.

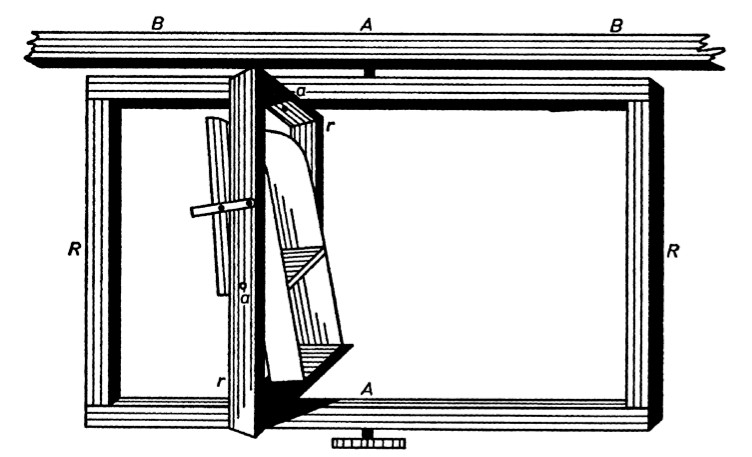
Dibujo de la silla giratoria desarrollada por Mach para investigar la experiencia del movimiento.

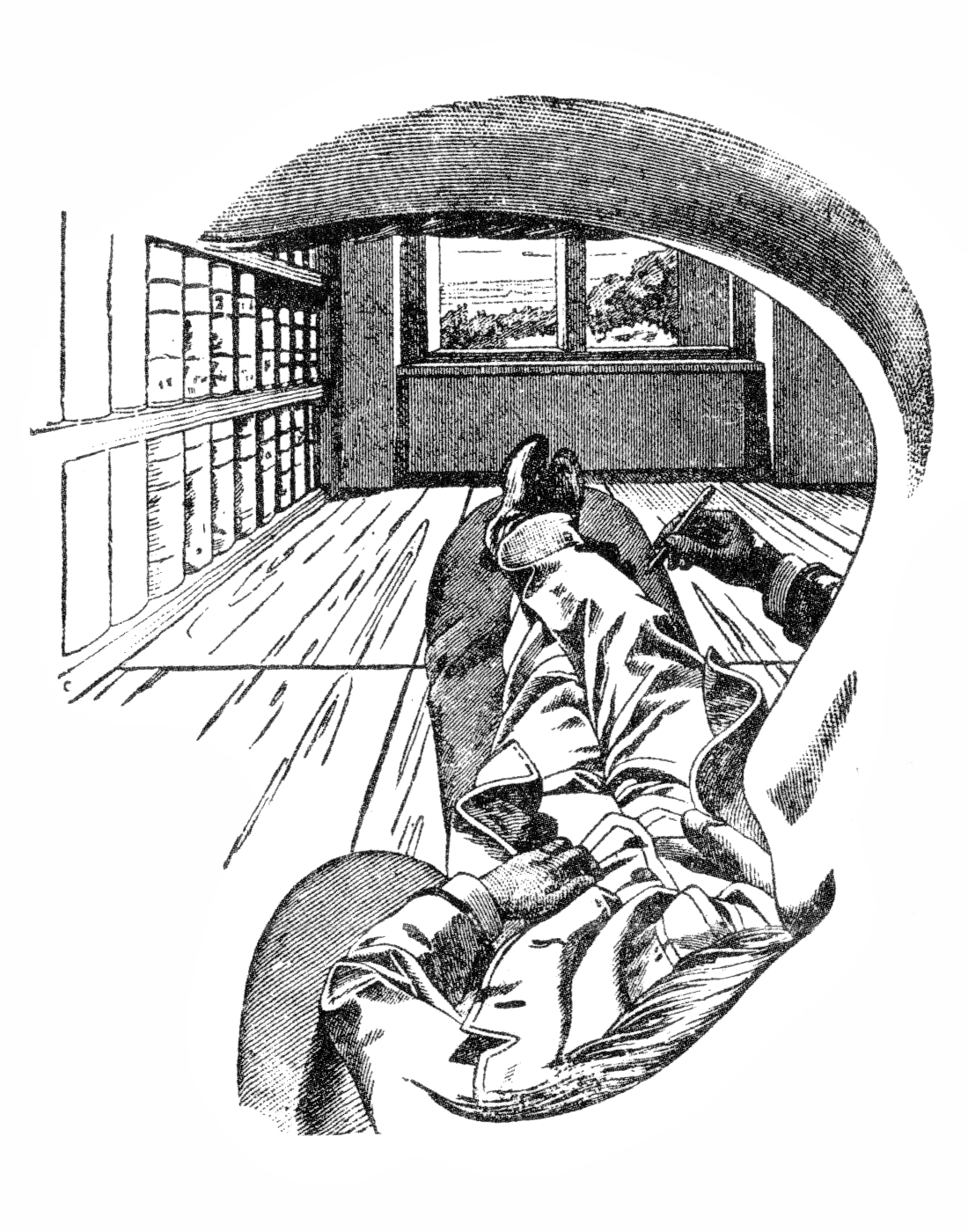
«Vista desde el ojo izquierdo», dibujo de Ernst Mach, publicado en Beiträge zur Analyse der Empfindungen (Contribuciones al análisis de las sensaciones), 1886.

## Psicología

El contraste exagerado entre los bordes de los tonos de gris ligeramente diferentes aparece en cuanto se tocan.

En el ámbito de la percepción sensorial, los psicólogos recuerdan a Mach por la ilusión óptica llamada bandas de Mach. El efecto exagera el contraste entre los bordes de los tonos de gris ligeramente diferentes en cuanto se tocan, al activar la detección de bordes en el sistema visual humano.
Más claramente que nadie antes o después, Mach hizo la distinción entre lo que llamó espacios fisiológicos (específicamente visuales, el llamado espacio visual) y geométricos.
Los puntos de vista de Mach sobre las estructuras mediadoras inspiraron la posición fuertemente inductiva de B. F. Skinner, que fue paralela a la de Mach en el campo de la psicología.

## Empiriocriticismo
Como filósofo, pues como tal se le tiene (aunque él decía que sólo era un estudioso), Mach rechazó de forma contundente toda metafísica y religiosidad convirtiéndose por ello en uno de los representantes más destacados del positivismo renovado de inicios del siglo XX. Sostuvo que para la ciencia no hay declaración admisible a menos que ella sea empíricamente comprobable.
Con Richard Avenarius creó la corriente denominada empiriocriticismo o crítica de la experiencia. Ambos se propusieron "limpiar" la concepción de la experiencia de los conceptos de materia (substancia), necesidad y causalidad, que concibieron como apercepciones apriorístícas (conceptos intelectivos) legítimamente asignados a la experiencia. Consideraron que la ley fundamental del conocimiento es la economía del pensar. Pero tal 'economía' fue criticada por Robert Musil al ser demasiado imprecisa, en un momento en que aparecieron muchas publicaciones sobre él.
Mantuvieron ambos una representación del mundo como conjunto de elementos - sensaciones; pues para Mach habría un acuerdo entre instinto, sensación y concepto. Sostuvieron la teoría de la coordinación de principio, es decir, de la conexión indisoluble entre sujeto y objeto: "Las ciencias naturales todas pueden únicamente presentar complejos de los elementos que llamamos ordinariamente sensaciones. Se trata de las relaciones existentes entre estos elementos. La relación entre A (calor) y B (llama) pertenece a la física; la relación entre A y N (nervios) pertenece a la fisiología. Ni una ni otra de estas relaciones existe separadamente; ambas existen juntas". El empiriocriticismo fue criticado por el revolucionario y filósofo ruso Lenin en un famoso escrito titulado "Materialismo y Empiriocriticismo" (1909).
En ese sentido, puede verse en Mach un caso significativo del impresionismo vienés que dominó en muchas figuras del pensamiento austriaco; el "yo", con su punto de vista, resulta ilocalizable o atomizado.

## Obra
- Einleitung in die Helmholtz′sche Musiktheorie, 1866; Sobre la teoría musical de Helmholtz.
- Optisch-akustische Versuche, 1872; Investigaciones óptico-acústicas.
- Die Mechanik in ihrer Entwicklung, Leipzig, 1883; Desarrollo histórico-crítico de la mecánica, Espasa Libros, ISBN 978-84-239-6391-1.
- Die Analyse der Empfindungen und das Verhältnis des Physischen zum Psychischen, Jena, 1886; El análisis de las sensaciones, Alta Fulla Editorial, 1987, ISBN 978-84-86556-19-8 (traducido ya en 1925).
- Die Principien der Wärmelehre, 1896. Lecciones sobre teoría del calor.
- Populär-wissenschaftliche Vorlesungen, 1896. Lecciones divulgativas sobre ciencia
- Über Erscheinungen an fliegenden Projektilen, 1898
- Erkenntnis und Irrtum, 1905; Conocimiento y error (tr. en 1946). Véase Erkenntnis und Irrtum (en alemán). En francés, on line: La conaissance et l'erreur, Paris, Flammarion, 1908 (Véase "La connaisance et l'erreur" (en francés))
- Die Prinzipien der physikalischen Optik, 1921
- «Photographische Fixirung der durch Projectile in der Luft eingeleiteten Vorgänge». Sitzungsber. Kaiserl. Akad. Wiss., Wien, Math.-Naturwiss. Cl. (en alemán) 95 (Abt. II): 764-780. 1887. Bibcode:1887AnP...268..277M. doi:10.1002/andp.18872681008. con Peter Slacher

Traducciones de las obras principales de Mach al inglés:
- Mach, Ernst (1919). The Science of Mechanics (en inglés) (4th edición). Chicago: The Open Court Publishing Co.
- Williams, C.W., ed. (1897). «The Analysis of Sensations». Contributions to the Analysis of Sensation (1st edición). Chicago: Open Court Publishing Company.
- Popular Scientific Lectures (1895); Revised & enlarged 3rd edition (1898)
- «Space and Geometry from the Point of View of Physical Inquiry». Monist 14 (1): 1-32. 1903. ISSN 0026-9662. doi:10.5840/monist190314139. with S.J.B. Sugden
- History and Root of the Principle of the Conservation of Energy (1911)
- The Principles of Physical Optics (1926)
- Knowledge and Error (1976)
- Principles of the Theory of Heat (1986)
- Fundamentals of the Theory of Movement Perception (2001)

## Legado y críticas
El positivismo de Mach también influyó en muchos marxistas rusos, como Alexander Bogdanov, pero sobre todo en la vanguardia artística, constructivista y formalista rusa en el origen de la lingüística estructural y del lenguaje cinematográfico, en referencia directa a las nociones de Mach sobre la física de las sensaciones
En 1908, en defensa del materialismo dialéctico, Vladimir Lenin escribió un texto filosófico, Materialismo y empiriocriticismo, en el que criticaba las posturas de los maquinistas rusos que defendían que el hombre sería Dios como en la tesis de Feuerbach. Se vinculan así a la corriente "de la construcción de Dios" que quiere conciliar religión y marxismo para reanimar el impulso revolucionario de las masas debilitadas por la revolución de 1905. Sus escritos, Ensayo sobre una concepción realista del mundo (1904), Ensayo sobre la filosofía marxista (1908) y Ensayo sobre la filosofía colectiva fueron impulsados por la fuerte influencia de esta visión del mundo en la intelligentsia rusa. Lenin criticó a Mach por "renunciar al materialismo recurriendo a una teoría idealista del conocimiento" Fue Anton Pannekoek con su "Lenin el filósofo" quien demostró los simplismos y distorsiones del pensamiento de Mach por parte de Lenin (puede verse también la crítica al mismo Pannekoek por parte de la revista de posguerra Internationalisme de la Gauche Communiste de France.
Mach influyó directamente en la formación del Círculo de Viena, representado jurídicamente por la Asociación Ernst-Mach, tras su muerte, a pesar de la existencia de varias divergencias entre las posiciones de los positivistas lógicos y las del físico. Albert Einstein se refirió a él como "un precursor de la teoría de la relatividad". El principio de Mach es la base de los experimentos mentales que influyeron mucho en el pensamiento de Einstein y otros físicos.

## Reconocimientos
- El cráter lunar Mach lleva este nombre en su memoria.[23]
- El asteroide (3949) Mach también conmemora su nombre.

## Obras sobre Mach
- Robert Musil, Beitrag zur Beurteilung der Lehren Machs und Studien zur Technik und Psychotechnik, 1909 (Hamburgo, Rowohlt, 1980, ISBN 3-498-04271-8).
- Vladimir Illich Lenin, Materialismo y empiriocriticismo, 1908 (Planeta DeAgostini, 1986, ISBN 978-84-395-0266-1)
- John T. Blackmore, Ernst Mach. His Work, Life, and Influence, Berkeley & Los Angeles, University of California Press, 1972.
- Robert S. Cohen (ed.), Ernst Mach. Physicist and Philosopher, Kluwer Academic Publishers, 1975, ISBN 90-277-0016-8
- Joachim Thiele (eds.), "Wissenschaftliche Kommunikation. Die Korrespondenz Ernst Machs", Kastellaun, 1978.
- John T. Blackmore y Klaus Hentschel (eds.), Ernst Mach als Aussenseiter, Braumüller, 1985. Correspondencia
- Rudolf Haller y Friedrich Stadler (eds.), Ernst Mach. Werk und Wirkung, Viena, Hölder-Pichler-Tempsky, 1988.
- D. Hoffmann y H. Laitko (eds.), Ernst Mach. Studien und Dokumente, Berlín, 1991.
- V. Prosser y J. Folta (eds.), Ernst Mach and the Development of Physics, Praga, Univ. Carolina, 1991.
- John T. Blackmore (ed.), Ernst Mach, a Deeper Look, Dordreht, Kluwer, 1992.
- Karl von Meÿenn: Die Großen Physiker Von Maxwell bis Gell-Mann, Múnich, Beck, 1997, ISBN 3-406-41149-5.
- John T. Blackmore, Ryoichi Itagaki y Setsuko Tanaka (eds.), Ernst Mach's Vienna 1895-1930, Dordreht, Kluwer, 2001.
- Erik C. Banks: Ernst Mach's World Elements. A Study in Natural Philosophy, Berlín, Springer Netherland, 2003, ISBN 1-4020-1662-X.
- J. T. Blackmore, R. Itagaki y S. Tanaka (eds.), Ernst Mach's Science, Kanagawa, Tokai University Press, 2006.
- Jiří Procházka, "Ernst Mach /1838-1916/ Curriculum vitae", Brno, Vienna, 2014, ISBN 978-80-903476-7-0.

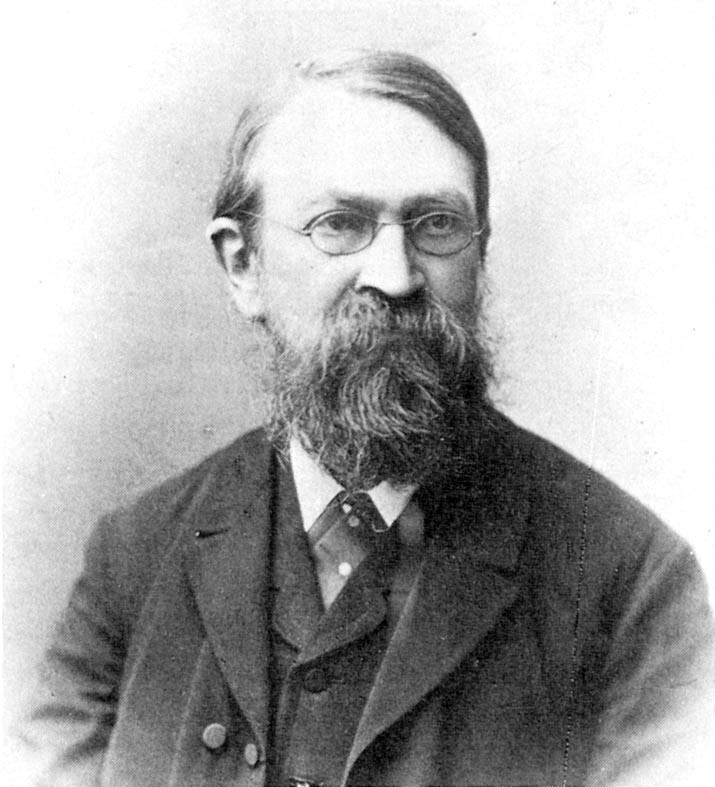
Ernst Mach en 1900.